# Liturgiske farver
Liturgiske farver er et udvalg af farver, som er knyttet til hver helligdag i kirkeåret. Disse kan finde anvendelse på de paramenter (messehagel m.m.) som præsterne bærer under altertjenesten og i kirkens udsmykning på de enkelte dage. Farverne har forskellig symbolsk betydning.

## Danmark
I Folkekirken benyttes hvid, rød, grøn, violet og sort således:
- Violet (bod): Advents- og fastetiden samt Store Bededag.
- Hvid (fest og renhed): Store festdage. Den "hvide" farve kan evt. være en gul eller gylden farve
- Rød (blod og ånd (ild)): Sankt Stefans dag (2. juledag) og i pinsen
- Grøn (håb, vækst): Dage uden specielt præg (Hellig tre konger- og trinitatistiden)
- Sort (sorg): Begravelser og på langfredag

De søndage, der indleder en længere periode (1. søndag i advent, helligtrekongersdag og trinitatis søndag), kan opfattes enten som hvide festdage eller som en del af de perioder, der følger bagefter (henholdsvis violet og grøn).

## Katolsk kirke
I den katolske kirke benyttes violet, rosa, hvid, rød og grøn; og sort bruges aldrig. Farverne fremgår af den katolske liturgiske kalender.
- Violet: Advent, faste og begravelse
- Rosa: Midfaste (4. søndag i fasten) og midadvent (3. søndag i advent) – de 2 rosensøndage
- Hvid: Jul og påske
- Rød: Langfredag, pinse og ved martyrfester
- Grøn: Alle andre dage

## Norge
I Den norske kirke bruges violet, hvid, rød og grøn efter følgende regler:
- Violet: Faste- og adventstiden, begravelser, skriftemål, sørgegudstjenester
- Hvid: Påske og jul, bryllup, dåb, konfirmation (ved de to sidste kan også kirkeårstidens farve bruges)
- Rød: Kristi lidelsesfester og pinse
- Grøn: Det almindelige kirkeår